# Metrisierbarkeitssatz von Urysohn
Der Metrisierbarkeitssatz von Urysohn – oder auch Metrisationssatz von Urysohn (englisch Urysohn's metrization theorem) – ist ein klassischer mathematischer Lehrsatz auf dem Gebiet der Topologie, welcher auf den russischen Mathematiker Paul Urysohn zurückgeht. Der Satz behandelt die Frage der Metrisierbarkeit topologischer Räume im Zusammenhang mit Abzählbarkeitsbedingungen. Dem Mathematiker Lutz Führer zufolge ist der Metrisierbarkeitssatz eines der berühmtesten Ergebnisse von P. Urysohn.

## Formulierung des Satzes
Der Satz lässt sich zusammengefasst angeben wie folgt:
Für einen Hausdorff-Raum, welcher dem Zweiten Abzählbarkeitsaxiom genügt, sind Regularität, vollständige Regularität, Normalität und Metrisierbarkeit gleichwertige Eigenschaften.
Es gilt sogar:
Für einen T1-Raum {\displaystyle X} sind die folgenden Bedingungen gleichwertig:
 (1) {\displaystyle X} ist ein regulärer Raum und genügt dem Zweiten Abzählbarkeitsaxiom.
 (2) {\displaystyle X} ist ein separabler und metrisierbarer Raum.
 (3) {\displaystyle X} lässt sich einbetten in den Hilbertwürfel {\displaystyle I^{\aleph _{0}}}.

## Korollare
Aus dem Metrisierbarkeitssatz von Urysohn ergeben sich drei unmittelbare Folgerungen:
 (1) Ein kompakter Hausdorff-Raum ist genau dann metrisierbar, wenn er dem Zweiten Abzählbarkeitsaxiom genügt.
 (2) Ein lokalkompakter Hausdorff-Raum, der dem Zweiten Abzählbarkeitsaxiom genügt, ist ein σ-kompakter Raum und als solcher – ebenso wie seine Einpunkt-Kompaktifizierung – metrisierbar.
 (3) Das stetige Bild eines kompakten metrischen Raums in einem Hausdorff-Raum ist stets ein metrisierbarer Raum.